# Venus Barbata
Venus Barbata fue un apelativo que recibió la diosa Venus por su estatua con barba que se le erigió en la isla de Chipre. 
Los hombres que celebraban su culto iban con trajes de mujeres y estas con los de aquellos. En Roma las mujeres por una dolencia que les provocó la caída del cabello imploraron el auxilio de Venus para que les renaciera, como así sucedió. Entonces, le erigieron una estatua con barba llevando un peine. Las mujeres tenían la costumbre de ofrecer a Venus su cabellera. Berenice, hermana y esposa de Tolomeo Evergete, puso colgando en el templo de Marte o de Venus Arsinoé Zefiritida su cabellera como voto de que su esposo regresara triunfante de su expedición a Oriente: a la noche siguiente la cabellera desapareció y como al mismo tiempo apareciese un cometa en el cielo, el astrónomo Conon de Samos (Olimpiada CXXXIII — 248 años a. C.), dijo que por orden de Venus llevó Zéfiro al cielo la cabellera de Berenice: dio este nombre a una constelación boreal o sea septentrional comprendida entre Leo, Virgo y los Lebreles. 
Calimaco compuso un pequeño poema sobre la cabellera de Berenice que Catulo tradujo en versos latinos.